# Agrilus geronimoi
Agrilus geronimoi är en skalbaggsart som beskrevs av Knull 1950. Agrilus geronimoi ingår i släktet Agrilus och familjen praktbaggar. Inga underarter finns listade i Catalogue of Life.